# Ashley Roestoff
Ashley Trevor Roestoff (Johannesburg, 27 augustus 1963) is een Zuid-Afrikaanse golfprofessional die actief was op de Sunshine Tour.
Roestoff begon zijn golfcarrière als een amateur. In 1987 werd Roestoff een golfprofessional en ging hij aan de slag op de Sunshine Tour. In 1992 behaalde hij zijn eerste profzege door de Fish Rivier Sun Classic te winnen. Tussen 1992 en 2002 won hij nog negen toernooien.

## Prestaties

### Amateur
- 1987: Eastern Transvaal Team

### Professional
Sunshine Tour
- 1992: Fish Rivier Sun Classic
- 1993: Carribean Estates West Coast Classic
- 1994: Amatola Sun Classic
- 1995: ICL International
- 1995: Lombard Tyres Classic
- 1996: Trustbank Gauteng Classic
- 1998: FNB Namibia Open
- 1999: Vodacom Series: Eastern Cape
- 2001: Tusker Kenya Open[1]
- 2002: Vodacom Golf Championship

Europese Challenge Tour
- 2001: Tusker Kenya Open[1]

Overige
- 1998: Fish River Sun Pro-am
- 2009: Klipdrift Gold Sun International Touring Pro-Am (Zuid-Afrika)